# Euglossa bazinga
Euglossa bazinga är ett nyupptäckt orkidébi som förekommer i Brasilien. Arten betraktades tidigare som en variant av Euglossa ignita. Artnamnet, bazinga, har arten fått efter karaktären Sheldon Cooper i The Big Bang Theory, som använder detta uttryck när han lyckats lura någon. André Nemésio, en av upptäckarna, uppger att namnet valdes för att biet lyckats lura forskarna på grund av sin likhet med andra arter.

## Beskrivning
Euglossa bazinga är ett litet bi, det minsta i undersläktet (Glossura). Tungan är emellertid proportionsvis mycket lång. Arten är mycket lik Euglossa ignita, som karakteriseras genom sin metallglänsande, gröna färg.

## Ekologi
Biet är en av de få arterna i släktet som trivs i torrare habitat, som savanner (exempelvis Cerradon).

## Utbredning
Arten har hittills endast påträffats i delstaten Mato Grosso i västra Brasilien.